# Vladímir Sabodán
El Metropolitano Vladímir (Volodímir; nombre secular Viktor Markiánovich Sabodán, en ruso,Ви́ктор Маркиа́нович Сабода́н, en ucraniano, Віктор Маркіянович Сабодан), Jmelnytsky, 23 de noviembre de 1935-Kiev, 5 de julio de 2014) fue la cabeza de la Iglesia ortodoxa ucraniana (UOC-MP) desde 1992 hasta 2014. El título oficial de Vladimir era Su Beatitud Vladimir,  Metropolitano de Kiev y de toda Ucrania. 

## Biografía
Viktor Sabodán nació en una familia de campesinos en Letychiv Raion del óblast de Vínnitsa (hoy-Óblast de Jmelnytsky). A finales de los 50 y principios de los 60, Sabodan estudió en Odesa y posteriormente a la Academia Teológico de Leningrado. En 1965, completó el curso de posgrado en la Academia Teológica de Moscú y fue nombrado Rector del Seminario Teológico de Odesa y elevado al rango de Archimandrita. En 1966 fue nombrado Jefe Adjunto de la Misión Eclesiástica Ortodoxa Rusa en Jerusalén.

## Episcopado
En 1966 Sabodan fue nombrado obispo de Zvenigorod. Su consagración episcopal fue conferida el 9 de julio de 1966 por Pimen I en la Laura de la Trinidad y San Sergio. En 1969 fue nombrado obispo de Cherníhiv y administrador temporal de Diócesis de Sumy. El 9 de septiembre de 1973 fue elevado al rango de arzobispo] de la Diócesis de Moscú y Rector de la Academia Teológica y Seminario de Moscú.
El 16 de julio de 1982 fue nombrado miembro de la Diócesis de Rostov-on-Don y elevado al rango de Metropolitano. Desde 1984 fue exarca patriarcal de Europa Occidental, y desde 1987, miembro permanente del Santo Sínodo, Canciller del Patriarcado de Moscú. En 1992, fue elegido por el Consejo de la Iglesia Ortodoxa Ucraniana (Patriarcado de Moscú) como Metropolitano de Kiev y Primado de la Iglesia Ortodoxa Ucraniana. Más tarde ese año fue entronizado como Metropolitano de Kiev y toda Ucrania, reemplazando al Metropolitano Filaret que fue excomulgado por “participar en actividades cismáticas".
Sabodán fue autor de numerosos artículos de investigación sobre teología, la mayoría de los cuales se incluyeron en la edición de seis volúmenes de sus trabajos publicados en 1997-1998. También recopiló grabaciones de canciones populares ucranianas, así como sellos y postales. 
En enero de 2008, Sabodán realizó el servicio de consagración del altar y el templo en la Rada Suprema de Ucrania.
En 2011 Sabodán fue galardonado con el título Héroe de Ucrania.

## Muerte
Sabodán murió el 5 de julio de 2014 por una hemorragia interna a la edad de 78 años. El Metropolitano Onofre fue elegido a sucederle el 13 de agosto de 2014.